# Ареа Продутива Изола д'Арбија (Сијена)
Ареа Продутива Изола д'Арбија је насеље у Италији у округу Сијена, региону Тоскана.
Према процени из 2011. у насељу је живело 4 становника. Насеље се налази на надморској висини од 176 м.